# Moustafa IV
Moustapha IV (en turc ottoman : مصطفى الرابع), né le 8 septembre 1779 et exécuté sommairement le 17 novembre 1808, est sultan de l'Empire ottoman et calife de l’islam de 1807 au 28 juillet 1808.

## Biographie
Moustapha IV naît le 26 Şâban 1193 (8 septembre 1779). Il est le fils du sultan Abdülhamid Ier et de Ayşe Sîneperver Sultan. Dans sa jeunesse il reçoit une éducation classique au palais de Topkapı. Avec son frère Mahmoud, il participe aux tournées d'inspection de son père en ville. À la mort d'Abdülhamid, son oncle Moustafa III monte sur le trône, puis, à la mort de celui-ci, son fils Sélim III lui succède. N'ayant pas d'enfant, Selim montre une certaine affection envers Moustafa qui vit une confortable vie de prince.
Contesté par les janissaires opposés aux Nizâm-ı Cedîd, Sélim III est déposé le 21 Rebiülevvel 1222 (29 mai 1807). Le caïmacan Köse Mûsâ Pacha, le şeyhülislam Topal Ataûllah Mehmed Efendi, ainsi que Ayıntâbî Mehmed Münib Efendi et Kabakçı Mustafa, sont les figures centrales de la rébellion qui a conduit à l'adoption d'une fatwa contre le sultan. Bien que les janissaires se soient engagés à ne plus intervenir dans la vie politique, Moustapha IV se trouve vite contraint par ceux qui l'ont placé sur le trône, et son sultanat s'enfonce dans le désordre ; Sélim est désormais regretté. 
Alors que l'Empire ottoman est en guerre depuis 1806 contre la Russie, la révolte des janissaires se propage jusqu'au front : le grand vizir Ibrahim Hilmi Pacha est pourchassé, les militaires ont fui et leur chef des janissaires Pehlivan Ağa est tué par ses propres hommes. Çelebi Mustafa Pacha est nommé grand vizir. Mais l'armée se trouve affaiblie face aux Russes par le chaos dans laquelle elle est plongée et un armistice d'un an doit être signé le 24 août 1807 à Slobozia.
Moustapha IV est lui-même rapidement confronté à de nouvelles révoltes, dont celle du général Mustapha Beiraktar (aussi appelé Alemdar Mustapha Pacha) en 1808, ayant pour but le rétablissement de Sélim. Moustapha IV ordonna alors d'éliminer son oncle Sélim et son frère Mahmoud ; le premier est tué mais le second réussit à sauver sa vie, et devint sultan le 4 Cemâziyelâhir 1223 (28 juillet 1808) après la déposition de Moustapha. Mustapha Beiraktar devient grand vizir. 
Moustapha IV se retrouve enfermé dans son palais. Néanmoins, le grand vizir meurt trois mois plus tard lors d'une nouvelle révolte. Moustapha IV est alors étranglé à mort avec une ceinture par Abdullah Râmiz, Kadı Abdurrahman Pacha, Seyyid Ali Efendi et İnce Mehmed Beyle, sur ordre de son frère, le 28 ramadan 1223 (17 novembre 1808). Il est enterré dans le mausolée (türbe) de son père Abdülhamid.